# Панама на летних Олимпийских играх 1984
Панама принимала участие в Летних Олимпийских играх 1984 года в Лос-Анджелесе (США) в девятый раз за свою историю, пропустив Летние Олимпийские игры 1980 года, но не завоевала ни одной медали. Сборная страны состояла из 7 мужчин и 1 женщины.